# Henny Huisman
Hendrikus Josephus Anthonius (Henny) Huisman (Zaandam, 18 juni 1951) is een Nederlands televisiepresentator, voormalig drummer en voormalig zanger. Hij werd in Nederland bekend als presentator van de televisieprogramma's Soundmixshow en Surpriseshow.

## Biografie

### Jeugd
Henny Huisman werd geboren als zoon van Harmen Huisman en Elisabeth Maria Dijkstra en groeide op in een katholiek gezin. Na een opleiding aan de etaleursschool was Huisman aanvankelijk drummer, diskjockey en presentator van evenementen, maar uiteindelijk rolde hij het televisievak in.

### Carrière

#### Muziek
De muzikale carrière van Huisman begon in 1961, toen hij op 10-jarige leeftijd deel uitmaakte van het gitaarcombo "The Bright Stars", waarin ook Margriet Eshuijs speelde. Nadat hij ook enkele jaren had meegespeeld in het tienerbandje The Marileens, begon in 1972 het serieuzere werk.
Huisman richtte samen met twee anderen de Zaanse band Lucifer op, waarin hij zelf de drums speelde. De band was te gast bij het televisieprogramma Van Oekel's Discohoek op 18 maart 1975, tevens was het voor Huisman zijn eerste televisieoptreden. Na Lucifer te hebben verlaten – Doe Maar-drummer Jan Pijnenburg volgde hem op – drumde Huisman nog een tijdje in de band Match. Tevens werd hij actief als diskjockey in discotheken, waarvoor hij een onderscheiding kreeg als beste diskjockey.
In 2014 was Huisman gastartiest bij de reeks concerten van de Toppers in de Amsterdam ArenA.

#### Televisie
Tijdens zijn werk in discotheken liet hij bezoekers bekende artiesten imiteren. Dit sloeg zo aan dat hij het idee uitwerkte tot een televisieprogramma en met dat concept naar diverse omroepen stapte. Aanvankelijk zagen die er niets in.

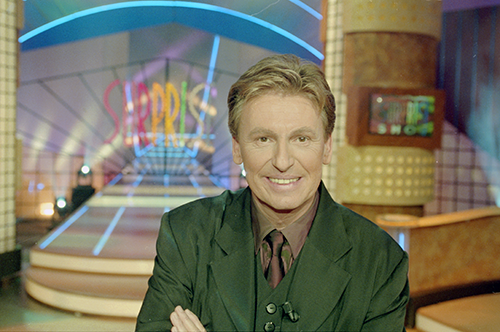
Huisman als presentator van de Surpriseshow in 1998

Bij een concert werd Huisman ontdekt door Joop van den Ende. Hij maakte indruk op deze showbizzproducent toen hij in het voetbalstadion van AZ in Alkmaar de zanger André Hazes aankondigde. Van den Ende bood hem aan om het KRO-programma De Zomeravondshow te presenteren, waarin ook een blokje werd ingeruimd voor artiesten die een bekende zanger imiteerden. Dit laatste werd zo'n succes dat het al snel uitgroeide tot de avondvullende Playbackshow.
Vanaf dat moment presenteerde Huisman steeds meer tv-programma's, vaak gebaseerd op het Playbackshow-thema. De ideeën daarvoor bedacht hij vaak zelf. Enkele van de tv-programma's waren de Soundmixshow, de Mini-playbackshow (met daarin de 'Moppentrommel'), de Sterren Playbackshow, de Surpriseshow, het Hartengala en Wie is Wie?. Aanvankelijk maakte hij ze voor de KRO, later maakt hij de overstap naar RTL 4.
In 2002 zat Huisman twintig jaar in het televisievak. Ter gelegenheid daarvan bracht hij een boek uit, getiteld 'Zappen met mezelf', over zijn belevenissen in de showbusiness. Een jaar later presenteerde Huisman voor het eerst een tv-programma van de EO. In Henny zoekt God knoopte hij gesprekken aan met Nederlandse christenen. In 2005 presenteerde hij bij de EO het tv-programma Huize Huisman vanuit Bonaire. In 2007 en 2008/2009 presenteerde hij het tv-programma Korenslag, een zangwedstrijd voor koren. Eind 2007 en begin 2008 was hij actief in België, als jurylid in het tv-programma Steracteur Sterartiest op de Vlaamse openbare omroep VRT.
Twaalf jaar na zijn vertrek bij RTL 4 ging Huisman weer bij een commerciële tv-zender aan de slag, ditmaal bij SBS6.  In januari 2019 kreeg Huisman een vaste rol toebedeeld in het televisie- en radioprogramma Veronica Inside. Hij ging langs bij mensen die zich beledigd voelden door de presentatoren van Veronica Inside. In 2020 presenteerde Huisman voor SBS6 Waar is dat feestje?. In september 2023 maakte Huisman opnieuw zijn terugkeer op televisie in het SBS6-programma Beter laat dan nooit, waarin hij met Frits Barend, Edwin Rutten en Ad Visser onder leiding van presentatrice Estavana Polman op reis ging door Azië.

#### Film
Huisman deed in 2003 de stem van Enco in de Nederlandse versie van Finding Nemo. In 2007 had hij een gastrol in het Sinterklaasjournaal, als dirigent van De Kamper Koggezangers. Ook in 2018 zat hij  in dit programma, ditmaal als Hendrik Haan uit Koog aan de Zaan. In 2013 speelde Huisman de rol van Kapitein Lichtblauwbaard in de film Piet Piraat en het zeemonster. In 2021 was Huisman als nieuwslezer te zien in de speelfilm De Grote Sinterklaasfilm: Trammelant in Spanje. In het jaar 2022 speelde Huisman tweemaal een gastrol in de film Hart op de juiste plek en De Bellinga's: Huis op stelten.

#### Reclame
Huisman verscheen geregeld in televisiecommercials. Twee keer won hij de Loden Leeuw in de variant van persoonlijkheidsprijs voor de irritantste bekende Nederlander (BN'er) in een reclamespotje. In 2008 won hij de prijs voor zijn rol in de reclame van de Nationale Postcode Loterij. In 2021 ontving hij met 48% van de stemmen voor de tweede keer de Loden Leeuw, dit keer voor de reclame van Meubelzorg. Hierin verrast Huisman een dame met een cheque van Meubelzorg en roept: 'Surprise!' Stemmers vonden de reclame een toneelstukje en gaven aan dat hij op deze manier teert op het succes van de Surpriseshow.

## Discografie

### Singles
| Single met eventuele hitnotering(en) in de Nederlandse Top 40 | Datum van verschijnen | Datum van binnenkomst | Hoogste positie | Aantal weken | Opmerkingen                                                      |
| ------------------------------------------------------------- | --------------------- | --------------------- | --------------- | ------------ | ---------------------------------------------------------------- |
| House for sale (Lucifer)                                      | 1975                  | 12-4-1975             | 4               | 11           | Als drummer./#4 in de Nationale Hitparade                        |
| Reach out and touch                                           | 1985                  | 26-10-1985            | 27              | 4            | met Soundmixers voor de Zonnebloem/#29 in de Nationale Hitparade |
| Later als je groot bent                                       | 1986                  | 29-11-1986            | 14              | 7            | #6 in de Nationale Hitparade                                     |
| 'k Zou best beroemd willen zijn                               | 1987                  | 3-10-1987             | tip13           |              | #54 in de Nationale Hitparade                                    |
| Van alle kinderen op de wereld zou ik de vader willen zijn    | 1988                  | 13-2-1988             | tip11           |              | #44 in de Nationale Hitparade                                    |
| In het echt is het anders                                     | 1988                  | 19-11-1988            |                 |              | #80 in de Nationale Hitparade                                    |
| Snuitje                                                       | 1995                  | 9-9-1995              | 36              | 2            | #39 in de Mega Top 50                                            |
| Met z'n allen                                                 | 2001                  | 12-5-2001             |                 |              | met Cooldown Café/#27 in de Mega Top 100                         |

## Prijzen en onderscheidingen
- Gouden Microfoon (1968)
- Gouden plaat voor As we Are (1975) met band Lucifer
- Oog-Pen en Oorprijs van de stichting Platenbon (1986)
- Gouden plaat voor Later als je groot bent (1987)
- Gouden plaat voor He, ga je mee? (1988)
- 1e plaats Populairiteitsprijs Story Award (1990-1991)
- Gouden Televizier-Ring voor de Soundmix-Playbackshow (1985)
- Gouden Televizier-Ring voor de Surpriseshow (1988)
- Golden Globe voor de Soundmixshow Portugal (1996)
- TROS Monument-prijs (1997)
- Gouden Tros TV Ster voor tv-persoonlijkheid, Soundmixshow, Surpriseshow en Mini-playbackshow (1993)
- Onthulling Bronzen Beeld (1996)
- Officier in de Orde van Oranje-Nassau (1997)
- 1e Blanke Ereburger van Bonaire (1998)
- Noord-Hollandse Populariteits Award (1999)
- Spelderholt Award (1999)
- Gouden Oorkonde Stichting Conamus (2001)
- Glamour Award in de categorie Televisie (2008)

## Huisman-effect
Het Henny Huisman-effect of Henny Huisman-syndroom was enige tijd de benaming voor een situatie waarbij het landelijke telefoonnet platgelegd wordt door een plotselinge overbelasting. Dit effect trad op tijdens de finale van de Soundmixshow in 1988, waarbij Huisman de kijkers opriep om telefonisch te stemmen voor een kandidaat. Toentertijd keken er ruim zes miljoen mensen naar dit programma; één miljoen mensen pakten de telefoon.

## Privé
Huisman is sinds 1975 getrouwd en heeft met zijn vrouw twee dochters. In 2014 liet hij weten genezen te zijn van nierkanker. In juni 2017 viel hij met de fiets en brak zijn elleboog op meerdere plaatsen. Zijn neefjes Jordy en Sander Huisman zijn bekend van Kris Kross Amsterdam.
Hij is medeoprichter van het televisieformatbedrijf Stamrov. 